# Amursumphöna
Amursumphöna (Zapornia paykullii) är en fåtalig östasiatisk fågel i familjen rallar inom ordningen tran- och rallfåglar.

## Utseende och läte
Amursumphönan är en medelstor (20-22 cm) sumphöna, något större än rödbrun sumphöna. Hjässa, ovansida och vingar är mörkt gråbruna, vissa med fin bandning på övre vingtäckarna. På undersidan syns svartvit bandning på flankerna, nedre delen av bröstet, buken och undre stjärttäckarna. Den korta näbben är grågrön och benen orangeröda. Lätet som hörs från skymning till gryning är ett snabbt spinnande eller trummande "tototototo..." övergående i en drill.

## Utbredning och systematik
Amursumphönan häckar i nordöstra Asien i sydostligaste Ryssland (sydvästra Amurland och södra Ussuriland), nordöstra Kina (Heilongjiang, Jilin och Liaoning till Hebei och norra Henan) samt Korea. Vintertid flyttar den till Sydostasien och Stora Sundaöarna.

### Släktestillhörighet
Tidigare fördes den till släktet Porzana, men DNA-studier visar att den endast är avlägset släkt med typarten för Porzana småfläckig sumphöna och förs därför tillsammans med flera andra arter till ett annat släkte, Zapornia.

## Levnadssätt
Amursumphönan är en skygg, tillbakadragen och dåligt känd fågel som häckar i låglänta våtmarker och fuktängar med grästuvor, buskar och småträd. Den hittas också nära byar och utmed odlingsfält. Vintertid påträffas den i fuktiga gräsmarker, träsk och risfält. Födan består mestadels av kräftdjur och insekter, men även frön. Den har också observerats äta mask och på en död fisk. I Ryssland häckar den från slutet av maj, monogamt men ibland i täta kolonier.

## Status
Amursumphönan har ett rätt stort utbredningsområde, men är fåtalig och minskar dessutom i antal till följd av intensivare jordbruk. Internationella naturvårdsunionen IUCN kategoriserar därför arten som nära hotad.

## Namn
Fågelns vetenskapliga artnamn hedrar baron Gustaf von Paykull (1757-1826), svensk poet, entomolog och ornitolog.